# Прибутковий будинок Шендерова
Прибутковий будинок С. I. Шендерова (рос. Доходный дом Шендерова) — будівля в Ростові-на-Дону, розташоване на Ворошиловському проспекті (будинок 33). Прибутковий будинок був побудований в кінці XIX століття за проектом київського архітектора Н. М. Соколова. Архітектура будівлі — перехідний стиль від еклектики до модерну. Прибутковий будинок С. І. Шендерова має статус об'єкта культурної спадщини регіонального значення.

## Історія

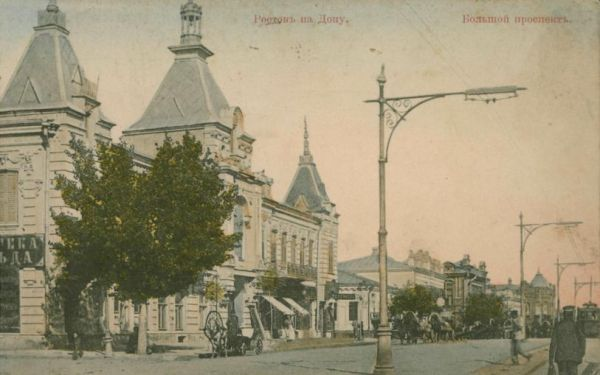
Будинок Шендерова на старій листівці

Будинок був побудований в кінці XIX століття за проектом київського архітектора Н. М. Соколова. Він належав купця другої гільдії Соломону Ізраілевичу Шендерову (1877—?). Перший поверх центральній частині будівлі орендували різні установи торгівлі. Другий поверх використовувався С. І. Шендеровым як житлової, там же знаходилися приймальні зали. У бічних крилах будівлі розміщувалися житлові квартири.
Після приходу радянської влади прибутковий будинок націоналізували. У 1920-х роках на першому поверсі будівлі знаходилися торгові організації, а на другому — комунальні квартири. Будинок постраждав у роки Німецько-радянської війни, був втрачений центральний намет. У 1950-х роках будівлю було відновлено за проектом архітекторів М. Н. Ишунина і Г. А. Петрова. Тоді ж у будинку з'явилися нові прибудови.
У середині 2000-х років була проведена реконструкція будинку, в ході якої центральний намет був відновлений у первісному вигляді. В даний час в будівлі розміщується відділення Альфа-банку.

## Архітектура
Двоповерхова будівля П-подібна в плані. Головний фасад виходить на Ворошиловський проспект, бічні — на вулиці Серафимовича і Темерницкую. Центральна секція і кутові частини головного фасаду увінчані прямокутними аттиками з шатрами. Перший поверх оздоблений рустом. Для оформлення вікон фасаду використано безліч ліпних прикрас: жіночі голівки, герми, гірлянди, вінки, рослинний орнамент тощо. Вертикальне членування фасаду підкреслюють раскреповки з еркерами на другому поверсі.